# Onuphis
Onuphis är ett släkte av ringmaskar som beskrevs av Jean Victor Audouin och H. Milne-Edwards 1833. Onuphis ingår i familjen Onuphidae.

## Dottertaxa tillOnuphis, i alfabetisk ordning[1][2]
- Onuphis acapulcensis
- Onuphis affinis
- Onuphis africana
- Onuphis amakusaensis
- Onuphis amoureuxi
- Onuphis aucklandensis
- Onuphis basipicta
- Onuphis bihanica
- Onuphis branchiata
- Onuphis brevicirris
- Onuphis chinensis
- Onuphis cirrobranchiata
- Onuphis declivorum
- Onuphis dibranchiata
- Onuphis ehlersi
- Onuphis elegans
- Onuphis eremita
- Onuphis falesia
- Onuphis farallonensis
- Onuphis fukianensis
- Onuphis furcatoseta
- Onuphis fuscata
- Onuphis geophiliformis
- Onuphis gygis
- Onuphis hawaiiensis
- Onuphis hokkaiensis
- Onuphis holobranchiata
- Onuphis iberica
- Onuphis imajimai
- Onuphis iridescens
- Onuphis iriei
- Onuphis kammurijimaensis
- Onuphis lepta
- Onuphis lineata
- Onuphis litabranchia
- Onuphis longibranchiata
- Onuphis longisetosa
- Onuphis maculata
- Onuphis mariahirsuta
- Onuphis mexicana
- Onuphis multiannulata
- Onuphis nakaoi
- Onuphis nonpectinata
- Onuphis opalina
- Onuphis pachytmema
- Onuphis pallida
- Onuphis papillata
- Onuphis paradoxa
- Onuphis parva
- Onuphis paucibranchis
- Onuphis pauli
- Onuphis pectinata
- Onuphis pourtalesii
- Onuphis pseudoiridescens
- Onuphis punggolensis
- Onuphis quadricuspis
- Onuphis quinquedens
- Onuphis rullieriana
- Onuphis segmentispadix
- Onuphis shijikiensis
- Onuphis shirikishinaiensis
- Onuphis similis
- Onuphis socia
- Onuphis striata
- Onuphis taraba
- Onuphis teres
- Onuphis tetradentata
- Onuphis texana
- Onuphis tosaensis
- Onuphis variolata
- Onuphis veleronis
- Onuphis vexillaria
- Onuphis vibex
- Onuphis williemoesi
- Onuphis zebra